# 上海市第十人民医院

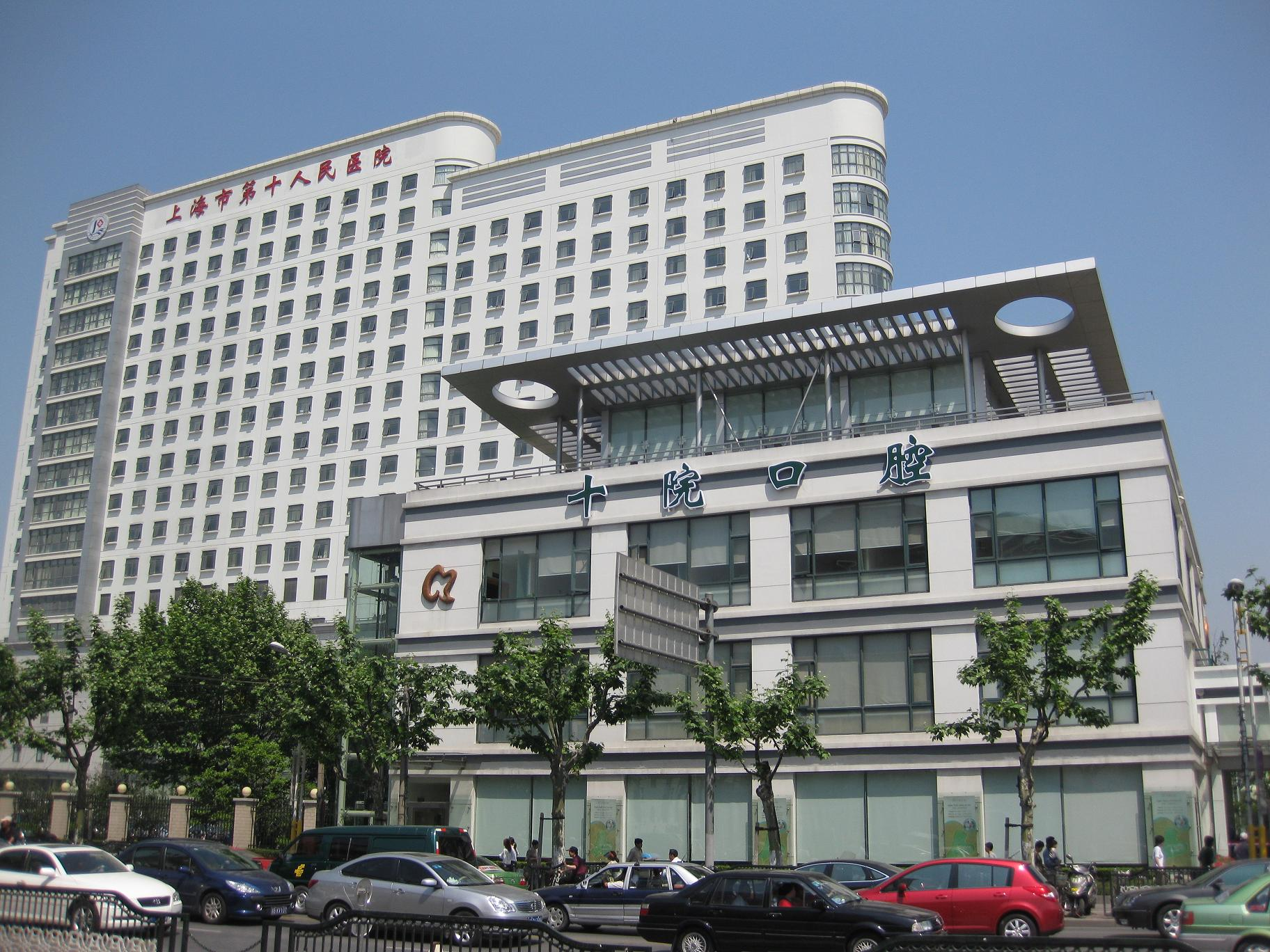
医院正门

上海市第十人民医院，又名同济大学附属第十人民医院，为一个机构两块牌子，是位于上海市静安区延长路301号的一所综合性三级甲等医院，属上海市卫生局管辖，是同济大学的附属医院。原名上海铁路局中心医院，前身为位于靶子路的始建于1910年的沪宁铁路医院。2015年6月，位於崇明區的崇明县第二人民医院更名为上海市第十人民医院崇明分院。
上海市第十人民医院设有眼科、中医科和护理学三个上海市重点学科，拥有1400余张病床，是上海市北区规模最大的医院之一。

## 知名病例

### 院内逝世
- 宋教仁：1913年3月20日在上海火车站（老北站）遇刺（悬案），3月22日在位于靶子路的沪宁铁路医院因枪伤不治身亡。